# IN THE LIFE
『IN THE LIFE』（イン・ザ・ライフ）は、日本の音楽ユニット・B'zが1991年11月27日にBMGビクターからリリースした、5作目のオリジナル・アルバムである。このアルバムは、後にBMGルームス（現:VERMILLION RECORDS）の設立に伴い、発売権がBMGルームスに移行している。

## 概要
アルバムタイトルの「LIFE」は、「人生」ではなく「生活」を意味している。
打ち込みは多用しているが生音と併用しており、前作『RISKY』までのダンス・ビート色はなく、現在の作風に通じるアナログ色が強い。松本は「『MARS』でハードなものが堪能できたので、その反動で日本で言うところのJ-POPみたいなものがやりたかった」と語っている。
先行シングル『ALONE』同様、ジャケットの「B'z」のロゴマークが新しい物になっている。このロゴはアルバムでは4thミニ・アルバム『FRIENDS』まで使用された。 
初回盤のみ48ページのブックレット（写真集）、ブックレットとCDケースを入れる紙製の箱が付属している。ディスクを入れる部分にはB'zと刺繍された傷防止剤が入っている。ちなみにジャケットに写っている2人が着ている服はそれぞれの私服。また、B'zのオリジナル・アルバムとしては初めて裏ジャケットに「B'z」ロゴやアルバムロゴが表記されていない。
歌詞カードには、パノラマ画像が載っている。
前作『RISKY』以降に発売されたシングル「LADY NAVIGATION」は未収録となった。
男性アーティスト史上初の初動でミリオンを突破した作品である。オリジナル・アルバムでは『LOOSE』に次いで2番目の売上を記録している他、オリジナル・アルバムでは自己最高位の年間チャート2位にランクインした。
2018年に結成30周年記念として『DINOSAUR』までのオリジナル・アルバムと共にアナログレコード化された。

## 収録曲
| 全作詞: 稲葉浩志、全作曲: 松本孝弘、全編曲: 松本孝弘・明石昌夫。 |                            |          |            |      |
| #                                                                | タイトル                   | 作詞     | 作曲・編曲 | 時間 |
| 1.                                                               | 「Wonderful Opportunity」  | 稲葉浩志 | 松本孝弘   | 4:37 |
| 2.                                                               | 「TONIGHT (Is The Night)」 | 稲葉浩志 | 松本孝弘   | 4:52 |
| 3.                                                               | 「快楽の部屋」             | 稲葉浩志 | 松本孝弘   | 4:53 |
| 4.                                                               | 「憂いのGYPSY」            | 稲葉浩志 | 松本孝弘   | 6:40 |
| 5.                                                               | 「Crazy Rendezvous」       | 稲葉浩志 | 松本孝弘   | 4:25 |
| 6.                                                               | 「もう一度キスしたかった」 | 稲葉浩志 | 松本孝弘   | 4:38 |
| 7.                                                               | 「WILD LIFE」              | 稲葉浩志 | 松本孝弘   | 4:27 |
| 8.                                                               | 「それでも君には戻れない」 | 稲葉浩志 | 松本孝弘   | 4:44 |
| 9.                                                               | 「あいかわらずなボクら」   | 稲葉浩志 | 松本孝弘   | 1:44 |
| 10.                                                              | 「ALONE」                  | 稲葉浩志 | 松本孝弘   | 6:21 |
| 合計時間:                                                        | 合計時間:                  | 47:21    |            |      |

## 楽曲解説
1. Wonderful Opportunity
  - シャッフルビートの楽曲で、サビでは頻繁に韻を踏んでいる。
  - 楽曲について松本は「詩がスゴイ面白いからね。助けられてる。あの詩によってオープニングかな?という感じもしたし」と語り、ディレクターは仮歌の時点からアルバムの1曲目と主張していた[8]。
  - 稲葉は歌詞について、「辛いことがあった人が慰められるように意識して書いた」と語っている[8]。
  - コーラスに大黒摩季が参加している。
  - ライブでは「恋心(KOI-GOKORO)」のように振り付けを踊りながら歌われる。
  - ベスト・アルバム『B'z The Best "Treasure"』のファン投票では20位となり[9]、20位の曲名を当てるクイズでこの曲を当てた人にはB'z人形がプレゼントされた[注 2]。『B'z The Best "ULTRA Treasure"』ではファン投票4位にランクインされ収録された[10]。
2. TONIGHT (Is The Night)
  - 稲葉によると「この歌を歌ってる時、山下達郎さんになりたいなと思ってました」とのこと[11]。
  - 歌詞にサラ・ヴォーンが出てくる。
  - ライブでは『B'z LIVE-GYM Pleasure '97 "FIREBALL"』以降暫く演奏されていなかったが、2008年に行われた『B'z LIVE-GYM 2008 "ACTION"』で約11年ぶりに演奏され、その後も2020年に行われた無観客配信ライブ『B'z SHOWCASE 2020 -5 ERAS 8820-』のDay1[12][13]、 2021年に行われた『B'z presents LIVE FRIENDS』で演奏された[14][15][16][17]。
3. 『快楽の部屋』
  - 歌詞について稲葉は「過去のライブのパンフレットのインタビューでライブのことを『快楽の部屋』と表現したことがあり、その言葉をもとに作詞した」「LIVE-GYMの閉ざされた空間での僕の肉体的な絶頂感と、男女間の絶頂感を重ねて書いた」「ハワイのホテルのベランダで作詞したので、開放的な感じになっていると思う」と語っている[2]。
  - ライブでは『B'z LIVE-GYM Pleasure '93 "JAP THE RIPPER"』以降長らく演奏されていなかったが、2020年に行われた無観客配信ライブ『B'z SHOWCASE 2020 -5 ERAS 8820-』のDay1で約27年ぶりに演奏された[12][13]。
4. 憂いのGYPSY
  - 稲葉は「アメリカのロックバンドを意識した」と述べている[18]。実際、エアロスミスの楽曲「What It Takes」に酷似していると指摘されている[19][20][21]。
5. Crazy Rendezvous
  - 当時の松本の愛車であるシボレー・コルベットの排気音から始まる[2]。
  - 歌詞に「マーヴィン・ゲイ」「エアロ」など実在のミュージシャンの名前が使用されている。
  - 歌詞について稲葉は、「女の子が聴いたら怒るかも。だって男が強引だし。」とコメントしている[2]。
  - 2009年に行われた『B'z SHOWCASE 2009 -B'z In Your Town-』で約17年ぶりに演奏され、2番の歌詞を「ちょっと落ち着いてきたね　○○（その町の名前）だよここは」と変更した[注 3]。
6. もう一度キスしたかった
  - ファンの間で非常に人気が高く、ベスト・アルバム『B'z The Best "Treasure"』、『The Ballads 〜Love & B'z〜』、『B'z The Best "ULTRA Treasure"』にも収録された。
7. WILD LIFE
  - レコーディングはライブメンバーによる一発録りとなっており、松本も稲葉もそれに手ごたえを感じたという[注 4][22]。
  - 歌詞のなかに「ブロンコ・ビリー」が登場しており、「人生は一度しかない」というフレーズも同映画に登場するセリフ。
8. それでも君には戻れない
  - 歌詞は、仕事で忙しくて構ってあげられなかった彼女に突然ふられた、主人公の男の堕落した生活ぶりをドキュメント調に表現している。稲葉は「まずタイトルから思いつき、そこからインスピレーションを広げて作詞を行った」「『戻る』ことのほうが簡単だと思う。だから自分自身に言い聞かせる歌。こういう状況にいる（いた）人達に思い出に酔ってもらいたい」と語っている[22]。
9. あいかわらずなボクら
  - アコースティック・ギター、タンバリン、ボーカルのみで構成される曲で、演奏時間は1分41秒と本作の中では著しく短い。　
  - 松本やサポートメンバーの明石昌夫、田中一光、広本葉子の3人がコーラスとして参加している。最後のくしゃみや「いこうよ!いこうよ!」という声は松本のもの[22]。
  - ライブでは『B'z LIVE-GYM '93 "RUN"』以降長らく演奏されていなかったが、2007年に行われた『B'z SHOWCASE 2007 -19-』、『B'z SHOWCASE 2007 -B'z In Your Town-』で約14年ぶりに演奏され、その後も『B'z LIVE-GYM Pleasure 2013 -ENDLESS SUMMER-』、無観客配信ライブ『B'z SHOWCASE 2020 -5 ERAS 8820-』のDay1で演奏された[12][13]。
10. ALONE
  - 9thシングル。本作の先行シングル。
  - 表記されていないがアルバムバージョンであり、2002年に発売された『The Ballads 〜Love & B'z〜』にもこのバージョンで収録されている[23]。
  - なお、収録順の仮決めの段階でラストナンバーになることが決まっていた[22]。
11. もう一度キスしたかった (LIVE ver.)
  - 台湾盤、香港盤にのみ収録されているボーナス・トラック。音源は過去の映像作品のもの。
12. ALONE (LIVE ver.)
  - 台湾盤、香港盤にのみ収録されているボーナス・トラック。音源は過去の映像作品のもの。

## 参加ミュージシャン
- 松本孝弘:ギター、全曲作曲・編曲、コーラス（#9.10）
- 稲葉浩志:ボーカル、全曲作詞、コーラス（#10）
- 明石昌夫:ベース（#7）、マニピュレーター、コーラス（#9）、全曲編曲
- 青山純:ドラム（#1-5.8）
- 田中一光:ドラム（#6.7.10）、タンバリン（#9）、コーラス（#9）
- 小野塚晃:キーボード（#3.6.10）
- 古村敏比古:サクソフォーン（#1-3）
- 大黒摩季:コーラス（#1.2）
- 広本葉子:コーラス（#9）

## ライブ映像作品
シングル曲と「もう一度キスしたかった」については各作品の項目を参照
Wonderful Opportunity
- Typhoon No.15 〜B'z LIVE-GYM The Final Pleasure "IT'S SHOWTIME!!" in 渚園〜
- B'z LIVE-GYM 2008 -ACTION-
- B'z LIVE-GYM Pleasure 2018 -HINOTORI-

TONIGHT (Is The Night)　
- B'z LIVE-GYM 2008 -ACTION-
- B'z SHOWCASE 2020 -5 ERAS 8820- Day1〜5
- B'z presents LIVE FRIENDS

『快楽の部屋』　
- LIVE RIPPER
- B'z SHOWCASE 2020 -5 ERAS 8820- Day1〜5

あいかわらずなボクら
- B'z LIVE-GYM Pleasure 2013 ENDLESS SUMMER -XXV BEST-
- B'z SHOWCASE 2020 -5 ERAS 8820- Day1〜5